# الجزئية (ما وراء الطبيعة)
في علم الميتافيزيقيا ، عادةً ما يتم مقارنة الجزئيات أو الأفراد بالكليات .   تتعلق المبادئ الكلية بالميزات التي يمكن توضيحها من خلال تفاصيل مختلفة ومتنوعة. غالبًا ما يُنظر إلى الجزئيات على أنها كيانات مكانية زمانية ملموسة، على عكس الكيانات المجردة، مثل الخصائص أو الأرقام. هناك، مع ذلك، نظريات حول الجزئيات المجردة أو المجازات . على سبيل المثال، سقراط هو شخص معين (ليس هناك سوى سقراط واحد -معلم أفلاطون-، ولا يمكن عمل نسخ منه، على سبيل المثال، عن طريق استنساخه، دون إدخال تفاصيل جديدة ومتميزة عن نسخته). على النقيض من ذلك، فإن اللون الأحمر ليس شيئًا خاصًا، لأنه مجرد ومتعدد الأشكال (على سبيل المثال، يمكن للدراجة، والتفاحة، وشعر امرأة معينة أن تكون جميعها حمراء). وفي وجهة النظر الاسمية، كل شيء هو خاص، حيث إن الشيء الكلي في كل لحظة من الزمن، من وجهة نظر المراقب، هو مجموعة من الجزئيات.